# Blackwater, Hampshire
Blackwater är en småstad i grevskapet Hampshire i södra England. Staden ligger i distriktet Hart, cirka 49 kilometer sydväst om centrala London. Tätorten (built-up area) hade 7 169 invånare vid folkräkningen år 2021.